# Цеглинський Григорій Іванович
Григóрій Іва́нович Цегл́инський (9 березня 1853, Калуш, нині Івано-Франківської області — 23 жовтня 1912, Відень, Австро-Угорщина) — український галицький громадський, культурний, економічний і політичний діяч, педагог, письменник, критик. Брат Романа Цеглинського.

## Життєпис
Народився в родині поліцейського. Закінчив Станиславівську цісарсько-королівську гімназію (1874), навчався у Віденському університеті (1874—1879).
По закінченні Віденського Університету учитель Академічної гімназії у Львові, одночасно редактор «Зорі» (1887—1888) й організатор театру «Руська Бесіда».
З 1888 до 1895 керівник паралельних українських класів при польськомовній гімназії, з 1895, коли таких класів стало вісім, і до 1910 — директор новазаснованої Перемиської державної гімназії з українською мовою навчання.
Серед іншого спричинився до заснування 1903 року Українського Інституту для дівчат у Перемишлі, голова «Української Бесіди».
Брав активну участь у роботі товариств «Український дівочий інститут» і «Просвіта». Доклав зусиль для заснування кооперативно-економічних установ у Перемишлі, таких, як «Віра» та «Народний дім».
У 1907 та 1911 обирався послом від 61 округу (Перемишльщина) до Австрійського парламенту у Відні (член Президії Укр. Парляментарного Клубу).
Перепохований на українському цвинтарі в Перемишлі за заповітом.

## Творчий доробок
Літературна діяльність припадає головно на львівський період. Комедії, в яких Цеглинський критикував галицьке міщанство, шляхту й інтелігенцію:
- «Тато на заручинах»,
- «Соколики» (1884), Іван Франко назвав її найкращим твором галицької драматургії;
- «Шляхта ходачкова» (1886) та інші;
- «На добродійні цілі»,
- «Тато на заручинах»;

драми дидактичного характеру:
- «Ворожбит» і
- «Кара совісти» (1895), оповідання, вірші, статті, про М. Шашкевича, Т. Шевченка, Ю. Федьковича.